# الأنبار (مدينة)
الأنبار مدينة عراقية قديمة تقع ضمن أراضي مدينة الصقلاوية على الضفة الشرقية لنهر الفرات جنوب نهر الصقلاوية، أقصى شمال شبكة القنوات التي تمتد من نهر الفرات إلى نهر دجلة.

## التاريخ القديم
الأنبار تسمى بالفارسية فيروز شابور وتعني باللغة الفارسية شابور المنتصر وكان اليونانيون والرومان يسمونها بيرسابورا. أنشأت المدينة عام 350 بعد الميلاد بيد الأمبراطور الساساني شابور الثاني ملك فارس وكانت تقع ضمن محافظة أشورستان أحرقت المدينة بيد الأمبراطور الروماني يوليان في نيسان/أبريل 363 (ب.م)خلال غزوه الإمبراطورية الساسانية.
وأصبحت المدينة ملجأ للعرب والمسيحين واليهود. وطبقاً للمصادر التاريخية العربية فأن قسم من سكانها هاجروا شمالاً ليؤسسوا مدينة الحضر جنوب الموصل. قال حمزة الأصفهاني في كتابه (تاريخ سِني ملوك الأرض والأنبياء) "وأما فيروز شابور فمدينة من مدن العراق، وهي المسماة بالعربية الأنبار".
ومدينة الأنبار مجاورة أو هي نفسها مدينة اليهود البابلين (نهاريا) كما تجاور مدينة بامديثيا اليهودية القديمة، وتقع على مسافة قريبة من مدينة الفلوجة الحالية.

## العصر الإسلامي
بعد ان تم فتح الحيرة عام 11 هجرية أنتظر المسلمون سنة كاملة حتى أذن لهم الخليفة أبو بكر الصديق بغزو الأنبار.تقدم جيش المسلمين بقيادة خالد بن الوليد فلما علم أهل الأنبار بزحف المسلمين حفروا خندقاً وتحصنوا بإسوار المدينة وقعدوا ينتظرون قدومهم.وجرت بين الطرفين معركة الإنبار عام 12هجرية الموافق 633 م والتي لم تسفر عن نصر حاسم لاحد الطرفين، فطلب اهلها الصلح فصالحهم خالد بن الوليد.
تغيير أسم المدينة إلى الأنبار (وهو أسم فارسي معناه المستودع)عندما اتخذها مؤسس الدولة العباسية أبو العباس السفاح عاصمة له، وبقيت عاصمة لأخيه وخليفته أبو جعفر المنصور حتى بناء مدينة بغداد سنة 762 م.وبقيت المدينة محافظة على أهميتها طوال لعصر العباسي.

## أهميتها الدينية
كانت المدينة مقر لأسقفية تتبع كنيسة المشرق.وأسماء 14 من الأساقفة الذين جلسوا على كرسي أسقفية الأنبار بين 486م-1074م معروفة، ثلاثة منهم أصبحوا بطارقة.
ولم تستمر الأنبار مقراُ لأسقفية لما بعد القرن الحادي عشر.واليوم الأنبار مسجلة عند الكنيسة الكاثوليكية تحت الرعاية الأسمية ل الكنيسة الكلدانية الكاثوليكية.

## الحالة الراهنة
المدينة اليوم مهجورة كلياً، ومشغولة بأكوام من الخرائب والأنقاض تشير إلى أهمية المدينة في الماضي.